# Marktplatz 2 (Pleinfeld)

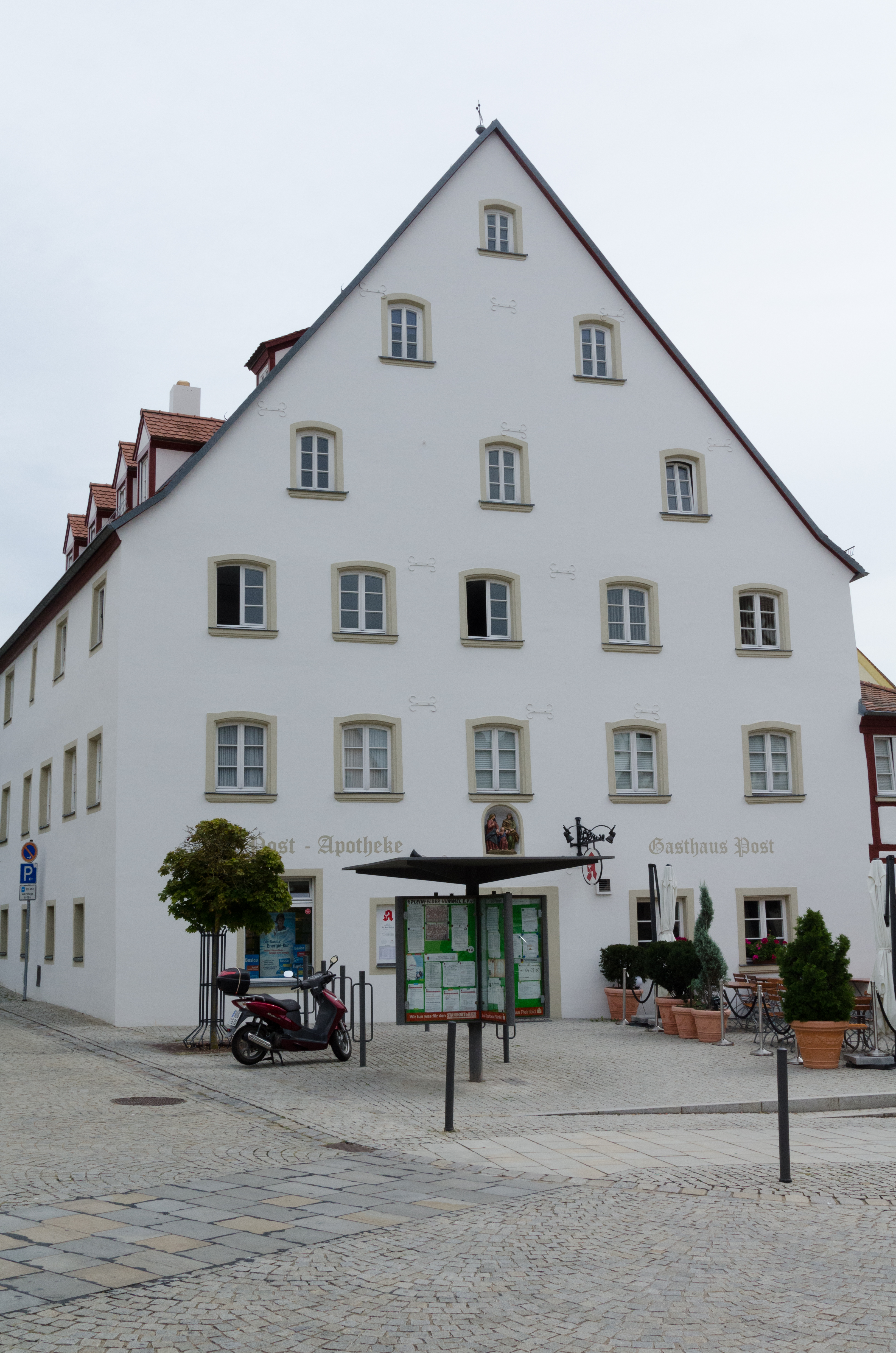
Das Gebäude vom Marktplatz aus

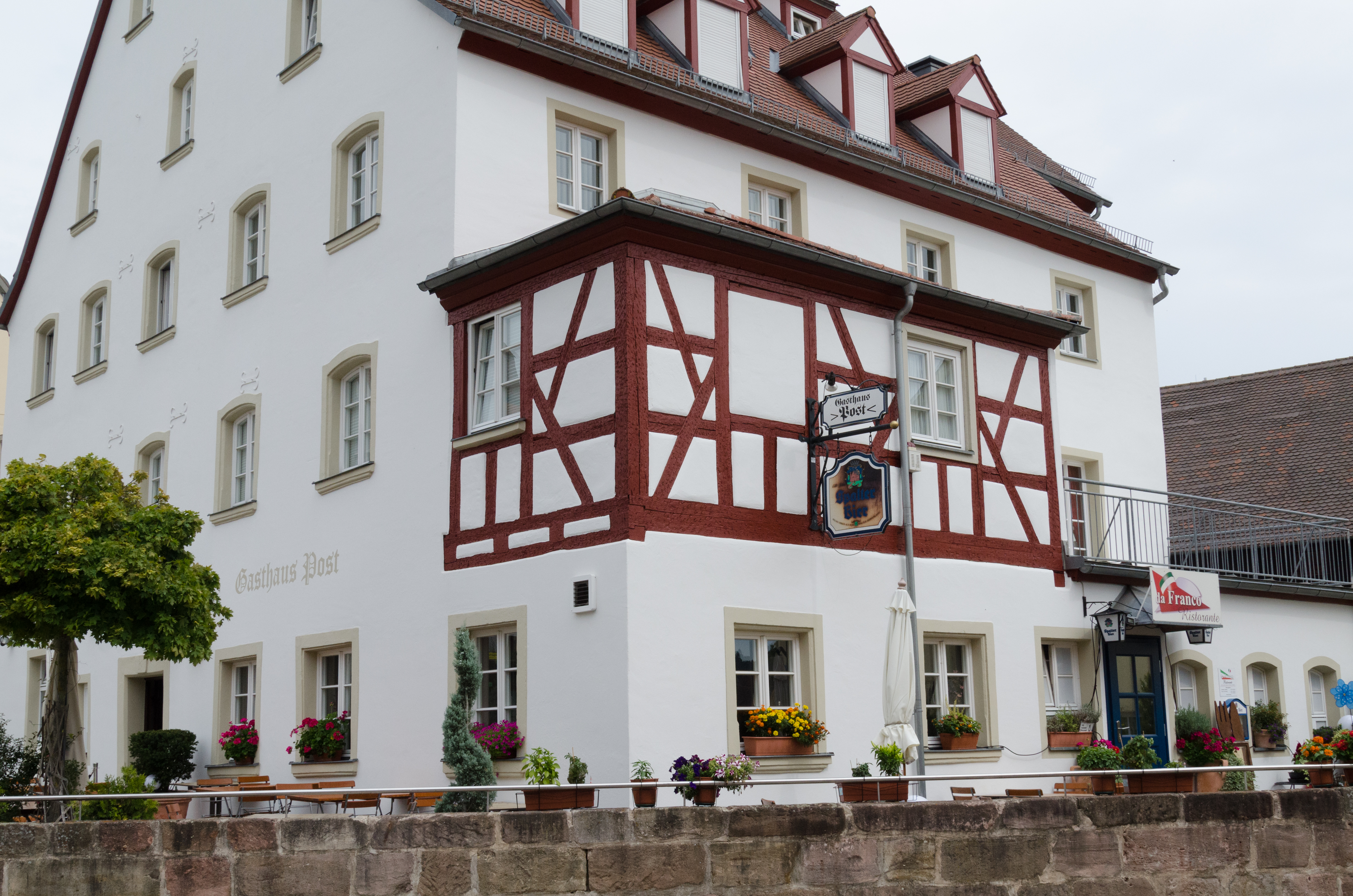
Die Südseite mit Fachwerk

Das Haus am Marktplatz 2 ist ein denkmalgeschütztes Geschäftsgebäude in Pleinfeld, eines Marktes im  mittelfränkischen Landkreis Weißenburg-Gunzenhausen. Das Gebäude ist unter der Denkmalnummer D-5-77-161-24 als Baudenkmal in die Bayerische Denkmalliste eingetragen. Das Gebäude wird auch Alte Post genannt.
Das Gebäude steht umgeben von weiteren denkmalgeschützten Gebäuden im Pleinfelder Altort am Marktplatz zwischen der Einmündung der Mühlstraße und der Brückenstraße auf einer Höhe von 375 m ü. NHN. Das Bauwerk ist ein dreigeschossiger, massiver Satteldachbau in Ecklage aus dem Ende des 17. Jahrhunderts mit zweigeschossigem Anbau mit Walmdach und Fachwerkobergeschoss aus dem 19. Jahrhundert. Über dem Eingang auf der Schauseite des Bauwerks befindet sich als Hausfigur Maria mit Josef und Jesuskind. Ab 1945 wurde im Saal der Gaststube der Unterricht für einige der sieben Klassen der Pleinfelder Grundschule abgehalten, da das Schulgebäude bei einem Bombenangriff zerstört wurde. Das Gebäude Marktplatz 2 wurde in den 1990er Jahren saniert. Das Gebäude wird als Geschäftsgebäude genutzt und beherbergt gegenwärtig eine Apotheke, eine Gaststätte und eine Arztpraxis sowie mehrere Wohnungen in den Dachgeschoßen; früher befanden sich unter anderem die Post, eine Metzgerei, ein Gasthaus und ein Ingenieurbüro in dem Gebäude.